# Lillträsket (Överkalix socken, Norrbotten, 739353-179867)
Lillträsket är en sjö i Överkalix kommun i Norrbotten och ingår i Kalixälvens huvudavrinningsområde. Sjön har en area på 0,0458 kvadratkilometer och ligger 74,7 meter över havet.

## Delavrinningsområde
Lillträsket ingår i det delavrinningsområde (738951-180022) som SMHI kallar för Utloppet av Orasjärv. Medelhöjden är 84 meter över havet och ytan är 17,71 kvadratkilometer. Räknas de 125 avrinningsområdena uppströms in blir den ackumulerade arean 2 444,78 kvadratkilometer. Tvärån (Lansån) som avvattnar avrinningsområdet har biflödesordning 3, vilket innebär att vattnet flödar genom totalt 3 vattendrag innan det når havet efter 92 kilometer. Avrinningsområdet består mestadels av skog (70 procent). Avrinningsområdet har 2,51 kvadratkilometer vattenytor vilket ger det en sjöprocent på 14,2 procent.